# Fernando Foglio Miramontes
Fernando Isidoro Foglio Miramontes (Temósachic, Chihuahua; 8 de diciembre de 1906—Ciudad de México; 23 de mayo de 1972) fue un ingeniero agrónomo y político mexicano miembro del Partido Revolucionario Institucional, que fue gobernador del estado de Chihuahua de 1944 a 1950.

## Biografía
Foglio nació en el pueblo de Temósachic en la Sierra de Chihuahua el 8 de diciembre de 1906. Realizó sus estudios en agronomía en la Escuela Particular de Agronomía de Ciudad Juárez.
Después de realizar sus estudios, Foglio comenzó a trabajar en el Departamento Agrario en el estado de Michoacán a la par de que el general Lázaro Cárdenas de desempeñaba como gobernador de dicho estado, hecho que lo relacionó fuertemente a Cárdenas. Posteriormente también fue director general de estadística, subsecretario de agricultura y ganadería durante el paso de Cárdenas como presidente de le República. En 1940, el Partido de la Revolución Mexicana decidió postularlo como candidato a Gobernador de Chihuahua en contraposición a los líderes locales de PRM y el gobernador Gustavo L. Talamantes que apoyaban la postulación del jefe de la policía, Alfredo Chávez Amparán. 
Ante la postulación de Foglio, el grupo que apoyaba a Chávez se decidió separar del PRM y fundar el Partido Revolucionario Independiente de Chihuahua para postular a Chávez. Finalmente, según los resultados dados por las Juntas Computadoras, Foglio perdió la elección ante Chávez. En medio del conflicto electoral que se daba a nivel nacional debido al presunto fraude electoral que aducían los simpatizantes de Juan Andrew Almazán, el gobierno había hecho en favor de Manuel Ávila Camacho, el 19 de julio el Congreso del Estado declaró gobernador electo a Chávez, declaración que posteriormente sería desestimada el 31 de julio por el Congreso de la Unión.
Finalmente, y luego de una serie de negociaciones entre los grupos enfrentados en Chihuahua, se reconoció el triunfo de Chávez, siendo decretado por el Congreso del Estado el 21 de septiembre. Como parte de la negociación, el grupo de Chávez mantendría la gubernatura y el control del Congreso del Estado mientras que el grupo de Foglio mantendría las representaciones del estado en el Congreso de la Unión y el mismo Foglio aseguraría su postulación a la gubernatura en las elecciones de 1944.
Ante el arribo del general Manuel Ávila Camacho como presidente de la república, este nombró a Foglio como jefe del Departamento Agrario, cargo en el que duró hasta el 19 de enero de 1944, cuando se separó del cargo para ser candidato del PRM a la gubernatura del estado en las elecciones de ese mismo año, las cuales finalmente terminó ganando sin oposición alguna para lo cual tomó protesta el 4 de octubre de 1944.
Durante su administración, se llevaron a cabo las obras de la construcción de la Ciudad Deportiva en el norte de la capital del estado, así como los inicios de las obras del Instituto Tecnológico de Chihuahua y fue durante su administración que se impulsó y publicó una nueva Constitución Política del Estado de Chihuahua que continúa vigente.
Al finalizar su administración, entregó el poder a Óscar Soto Maynez y se retiró a la vida privada. Buscó ser candidato del Partido Revolucionario Institucional a Senador por Chihuahua en las elecciones de 1970 sin lograr la postulación. Ese mismo año fue nombrado por el presidente Luis Echeverría Álvarez como director del Banco Nacional de Crédito Agrícola.
Murió en la Ciudad de México el 23 de mayo de 1972 a la edad de 65 años.